# عمالة مستغانم
عمالة مستغانم (بالفرنسية: Département de Mostaganem) هي مقاطعة فرنسية في الجزائر بين عامي 1957 و1962، ولها الرمز 9F. تم اعتبار الجزائر منذ 4 مارس 1848 جزءًا لا يتجزأ من الأراضي الفرنسية، ونُظمت إداريًا بنفس طريقة تنظيم العاصمة. واستمر هذا التنظيم لمدة مائة عام. كانت مستغانم محافظة فرعية لعمالة وهران حتى 28 يونيو 1956، وهو التاريخ الذي تم فيه تقسيم الدائرة المذكورة إلى أربعة أقسام، من أجل الاستجابة للزيادة الكبيرة في عدد السكان الجزائريين فوق السنوات الماضية.
تم حل عمالة وهران القديمة في 20 مايو 1957 وتم تحويل أجزائها الأربعة إلى أقسام كاملة. لذلك تم إنشاء عمالة مستغانم في هذا التاريخ، وغطت مساحة 11 432 كم2، والتي سكن فيها 610,467 نسمة ولديها خمس مقاطعات فرعية كاسيني، وإنكرمان، ومعسكر، وباليكاو، وغليزان.
بقيت عمالة مستغانم بعد استقلال الجزائر، وأصبحت ولاية مستغانم عام 1968.

## العمالة عام 1957: المقاطعات والبلديات
جاءت قائمة البلديات في كل دائرة على حدة عام 1957 من المرسوم الصادر في 20 مايو 1957 «بتعديل حدود الدوائر وإنشاء دوائر في الجزائر».
هذا المرسوم، الذي يقسم شمال الجزائر إلى اثنتي عشرة مقاطعة، يعكس أيضًا إنشاء كوميونات جديدة بموجب القانون العام الناتج عن البلديات المختلطة التي تم حلها في عام 1956.

### منطقة مستغانم (20 بلدية)
- أبو قير؛ عين سيدي الشريف؛ عين تيدلس؛ بيلكوت؛ منظر جميل؛ بلاد طواهريا؛ بوقراط؛ إينارو؛ فرناكة؛ ستيدية؛ مزغران؛ مستغانم؛ عين النويصي؛ أولاد بو عبكه؛ أولاد شافع واد الخير؛ صيادة؛ حاسي مماش؛ سيرات؛ خير الدين.

- عين سيدي شريف؛
- عين تادلس؛
- منظر جميل؛
- بلاد طواهريا؛
- بوقيرات؛
- ينارو؛
- فرناكة؛
- ستيدية؛
- مزغران؛
- مستغانم؛
- عين النويصي؛
- أولاد بو عبكه؛
- أولاد شافع
- واد الخير؛
- صيادة
- حاسي مماش؛
- سيرات؛
- خير الدين.

### دائرة سيدي علي كاسان (13 بلدية)
- بني زنطيس؛
- حجاج؛
- كاسيني؛
- سيدي لخضر؛
- مزيلا؛
- نقمارية؛
- بن عبد المالك رمضان؛
- أولاد مع الله
- خضرة
- سيدي بلعطار؛
- تاكرت؛
- تازقايت.

### دائرة غليزان (32 بلدية)
- العمامرة؛
- عناترا؛*
- بلعسل
- مينا؛
- سيدي امحمد بن عودة؛
- بني درقن؛
- بني اسعد؛
- بني لومة؛
- شعبة الديس؛
- الشوالا؛ *المطمر؛
- دار بن عبد الله؛
- واد الجمعة؛
- غواليز - تحمدة؛
- قيريس؛
- الحرارثة؛
- واد السلام؛
- القيايبة أولاد عدي؛
- قلعة؛
- يلل؛
- منداس؛
- ولاد بركات؛
- أولاد بو علي؛
- سيدي لزرق؛
- ولاد زيد؛
- غليزان؛
- الصفصاف؛
- سيدي خطاب؛
- سيدي سعادة؛
- تعساليت؛
- يازرو؛
- زمورة.

### دائرة وادي ارهيو (33 بلدية)
- أهل الغرين؛
- عمي موسى؛
- بو حلوفة؛
- شكالة؛
- جراره؛
- لحلاف؛
- الحمرى؛
- قرواو؛
- عين طارق؛
- الحمادنة؛
- إنكرمانوادي ارهيو؛
- قصبة بو ماتع؛
- ماريوا؛
- مازونة؛
- مديونة؛
- مكمن؛
- مكناسة؛
- الملعب؛
- واريزان؛
- أولاد علي؛
- أولاد بو ايكني؛
- أولاد بو رياح؛
- أولاد ديفلتن؛
- ولاد العباس؛
- أولاد إزمير؛
- ولاد موجار؛
- أولاد صابر؛
- ولاد يعشر؛
- سيدي امحمد بن علي؛
- جديوية؛
- تايجر ماتين؛
- الطوارس.

### دائرة معسكر (23 بلدية)
- عين فارس؛
- عين الفكان؛
- عين فراس؛
- بنيان؛
- بو حنيفية ليه تيرمس؛
- دبلنو؛
- الجيثنة؛
- froha ؛
- جرجوم؛
- ماكدة؛
- موسى؛
- ماسكارا؛ *
- ماتيمور؛
- واد تاريا؛
- أولاد كادا؛
- سيدي بن حنيفية؛
- سيدي بن موسى؛
- سيدي بن داهو؛
- سيدي بن أحمد بن علي؛
- ثيرسفيل؛
- تيزي؛*
- زيلاجا.

### دائرة تغنيف (14 كوميونا)
- احنايجا؛
- كاجو سيدي قادة؛
- دومباسل الهاشم؛
- البرج؛
- حبوشة محاميد؛
- وادي العبد؛
- واد التحت؛*
- واد حداد؛
- باليكاو تيغنيف؛
- الابن ،خلوية؛
- تيمازنية؛
- أوزيس لو دوك.وادي الأبطال

### مقالات لها صلة
- التقسيم الإداري في الجزائر المستعمرة

### روابط خارجية
- موقع SPLAF: أقسام الجزائر الفرنسية 1848-1962